# Torre Ezpeleta
La Torre Ezpeleta és una obra del municipi de Rubí (Vallès Occidental) protegida com a bé cultural d'interès local.

## Descripció
Casa unifamiliar concebuda dins d'un llenguatge modernista amb ornamentació senzilla. És de planta quadrada i consta de planta baixa i un pis.
En un dels cantons laterals i per sobre del primer pis s'alça una torre quadrangular coberta amb teulat de ceràmica vidriada. Els murs són llisos, sense decoració i arrebossats en blanc. Cal destacar el tractament dels balcons i finestres amb baranes de ferro, de formes corbes, així com les impostes. La tanca del recinte on s'inscriu la casa està treballada amb balustrades i pilars rematats per trencadís de ceràmica de colors.